# Jean-Stéphane Sierra
Jean-Stéphane Sierra est un champion du monde de marathon en roller, licencié au Roller skating launacais.

## Carrière
Depuis 2008 : Roller Skating Launacais.

## Palmarès
- 2009 : 3e Championnat du monde master de marathon à Pescara (Italie)
- 2010 : Champion du monde de marathon en roller, à Pavullo nel Frignano de la province de Modène dans la région Émilie-Romagne en Italie[1]
- 2011 : Champion du monde de marathon en roller, à Dijon (France)
- 2012 :
  - 2e Championnat du monde de marathon en roller, à Damp (Allemagne)
  - 3e Championnat de France de marathon, à Valence d'Agen
  - 5e Championnat d’Europe Master, à Dijon (France)